# Tradex Technologies
Tradex Technologies Inc. war ein US-amerikanisches Unternehmen im Bereich des elektronischen Handels und entwickelte eine komplett Java-basierte Business-to-Business (B2B) Software in den 1990er Jahren.

## Geschichte
Ursprünglich entstand die Tradex-Software aus einem Internetmarktplatz, den der Schweizer Computerhersteller Dynabit 1995 produzierte. 1996 gründete Daniel Aegerter die Firma TRADEX Technologies in Tampa, Florida, aus seiner Firma Dynabit heraus, um die Entwicklung der E-Commerce-Software für die verschiedensten Internetmarktplätze voranzutreiben.
1996 erhielt das Unternehmen von der Gartner Group und der InformationWeek (Digitalmagazin) eine Auszeichnung als beste Internet B2B e-commerce Lösung.
1999 war Tradex schließlich Marktführer mit seinem Produkt Tradex Commerce Center; das Unternehmen hatte sechs Niederlassungen in den USA und je eine in London und Tokyo. Zum Kundenkreis von Tradex gehörten unter anderem American Express, Nippon Telegraph and Telephone (NTT), Chemdex, MetalSite, Electronic Data Systems (EDS) und Raytheon.

## Verkauf an Ariba
Im Zuge des Dotcom-Aufschwungs wurde Tradex im Dezember 1999 zunächst für 1,86 Milliarden US-Dollar an das amerikanische Unternehmen Ariba Inc. verkauft. Bis zum Abschluss der Transaktion im März 2000 erhöhte sich jedoch der Aktienkurs des fusionierten Unternehmens, an dem die Tradex-Aktionäre beteiligt waren und der Verkauf war schließlich 5,6 Milliarden US-Dollar wert. Der Verkaufsabschluss im März 2000 ging zeitlich genau einher mit dem Höhepunkt der Dotcom-Blase und war bis 2004 die weltweit größte Unternehmensübernahme in der Software-Industrie.